# Fally Ipupa
Fally Ipupa Nsimba, mais conhecido como Fally Ipupa (Kinshasa, 14 de dezembro de 1977), é um cantor, compositor, dançarino, e produtor musical congolês. Novato no canto, em vários grupos menores de rua, Ipupa faz-se notar por Koffi Olomidé que integra com seu grupo Quartier Latin, ao qual Ipupa permaneceu sete anos e participou em seis álbuns e um maxi-single. Em 2006, Ipupa assina em Obouo Music e faz parecer o seu primeiro álbum Droit Chemin, que foi certificado como disco de ouro, um ano mais tarde. Com o primeiro álbum, torna-se o primeiro artista congolês, desde JB Mpiana em 1997, cujo primeiro álbum foi certificado como disco de ouro.
O seu terceiro álbum solo com riddell como produtor "Power Kosa Leka" saiu em 4 de abril de 2013, apesar de mais fracas vendas em relação aos seus álbuns anteriores, este álbum vê nascer dos títulos de sucesso como Ndoki, Bruce, Anissa, Terminator, Sweet Life, Service e o genérico Hustler is Back. Uma semana após a saída do seu terceiro álbum, em 11 de abril de 2013, ele assina um contrato de três álbuns internacionais com a gravadora AZ Capitol, filial da major Universal Music Group
Já atingido por sucessos internacionais com músicas World como Chaise Electrique com a Olivia, Sexy Dance com Krys e Sweet Life, confirma a sua popularidade com seu single Original saída em 5 de maio de 2014 e atingindo mais de 10 000 000 vistas neste momento.
Em 2014, em apenas 8 anos de carreira e 3 álbuns a solo,e em 2020 realizou um concerto em paris no accors hotels arena ex-bercy com mais de 20 000 fãs e foi marcado com uma canção feito a modo freestyle um remix de jaloux de Dadju agora cantado por dois artista o próprio dadju e fally ipupa que rimou na sua língua materna lingala, é classificado pelo Huffington Post como sendo o 6º Artista Africano, o mais rico

## Biografia

### Infância e começos na música (1977-1992)
Fally Ipupa Nsimba nasceu em 14 de dezembro de 1977 em Kinshasa, RDC, da Monique Bolutuli Mbo e Faustin Ebamba Ipupa. Fally tem um irmão, Bony, e duas irmãs, Tyna e Niclette Ipupa. Ele cresceu no bairro de Bandalungwa, bairro ritmada pelos clubes nocturnos, os bars e sendo também a sede do mítico grupo Wenge Musica que dará inveja com Fally tornar-se mais tarde músico profissional. Durante a sua infância, Fally Ipupa era extremamente tímido em virtude da sua gagueira e " Ah, o que ainda pode se ouvir em algumas de suas canções.
O primeiro contato de Fally com a música foi nos anos 1984/1985 quando ia a província durante as férias e feriados e observava dos grupos tradicionais que participam em vários eventos. É aí que ele começou a ser atraído para o tambor. Esta atracção pelo tambor, que também é desenvolvida em Kinshasa com o grupo tradicional Efanjobila de Kintambo, fez com que Fally era frequentemente expulso da classe porque ele fazia muito barulho em uma tentativa de jogar no seu quadro. Não só ele ouvia o grupo tradicional, mas seguia igualmente a sua mãe na igreja e é assim que ele obteve o sabor de cantor.

### Diversos pequenos grupos de rua (1992-1997)
Isto é entre 1992 e 1993, ele começou a tocar a música na rua com os instrumentos da fortuna e amigos como Atele Kunianga, Pitshou principais acidentes, Sankara de Kunta, num grupo que chamaram Flash Succes. Mais tarde, ele também fez algumas repetições com Fraternité Musica, também de Bandalungwa como eles, o grupo do cantor Didi Kalombo. Nessa época, a esperança de seus pais era que ele fosse médico pois ele era bom nas matérias científicas.
Mais tarde, entre 1995 e 1996, ele vira-se para grupos de Kintambo como Kibinda Nkoy ao lado do Papy Kakol, Seguin Mignon Maniata e muitos outros. Mas quando o grupo teve que se dividir em dois, porque eles eram demasiado, Fally foi do lado da Seguin e outros membros e criaram Nouvelle Alliance. Ao longo do tempo, ele ganha experiência com instrumentos adequados e a sua reputação de cantor-dançarino-animador é cada vez mais elevado ao nível da rua.

### Talentos Inativo (1997)
Em 1997, ele se junta ao grupo Talents Latents criado por Mosain Malanda e Faustin Djata que não eram músicos. Torna-se chefe de orquestra do grupo, apesar da presença de Éric Tutsi, (ex-membro do Quartier Latin) que, por coincidência, encontram-se alguns anos mais tarde juntos no seio da Orquestra Quartier Latin de Koffi Olomidé. Neste grupo, Fally também é acompanhado de seus amigos de infância como Atele Kunianga,  Pitshou Luzolo, assim como os animadores: Lisimo Gentamicine e Cellulaire Yankobo. Ao longo do tempo, ele vai abandonar completamente a escola para se concentrar na música. O grupo grava um álbum chamado La Nouvelle Vague e começou a fazer aparições na televisão. A canção Courte de Fally teve uma certa popularidade graças às suas profundas palavras. O grupo estava motivado para preparar um segundo álbum, mas como muitos músicos deixaram a orquestra para ir criar o Quartier Latin Académia em Paris, Faustin Fjata, que também era um membro do pessoal perto do grupo de Koffi, decide apresentar Fally a Koffi Olomidé. Este último dará uma boa quantia de dinheiro para o fazer entrar no seio da sua orquestra o que lhe valerá o apelido de « Anelka » e do « transferência mais caro », Em referência a Nicolas Anelka que estava envolvido em um grande transferência na época.

### Carreira solo

#### Droit Chemin(2006)
Depois de ter assinado em Obouo Music, marca do jovem marfinense David Monsoh, sendo na orquestra, em seguida ele entra em estúdio e grava 15 músicas, mas apenas 12 foram colocados no álbum. Fally trabalhou com alguns músicos da Orquestra Quartier Latin (guitarristas, bateristas...) E o consertador Maika Munan. Tout en préparent son album, il jongle aussi avec les travaux de l'album du groupe Danger de Mort.
Comercializado em 10 de junho de 2006, o álbum Droit Chemin, pena a convencer na sua saída. Ele valerá, no entanto, o seu autor, o prêmio de melhor intérprete masculino do ano durante a edição 2007 dos Césaire de la Musique, o título de melhor artista masculino africano no mesmo ano, enquadrou-se na Kora Awards e ganhou um disco de ouro Com o sucesso do disco gerado, Fally abandona o grupo e começa a sua carreira a solo.

#### Arsenal de belas melodias (2009)
Em 2007, Fally ipupa começa a trabalhar no seu álbum, em primeiro lugar, sem título, mas que ele intitulado mais tarde Arsenal de Belles Mélodies. No início de 2007, ele apresenta a música emblemática do seu próximo álbum, nomeada Cadenas, num pequeno live para Kinshasa. Álbum é gravado em Paris, no mesmo estúdio que seu anterior álbum e é produzido pelo mesmo produtor. Arsenal de Belles Mélodies, às vezes abreviado A2BM, sai em 25 de junho de 2009 em França sobre o rótulo Obouo Music e é distribuído Por Because Music. A2BM contém 16 faixas, incluindo dois featurings, nomeadamente com a cantora ammericana Olivia, na Chaise Électrique e o Rapper antillais Krys, pela segunda vez depois Droit Chemin Remix, sobre Sexy Dance. O álbum é vendido a40 000 exemplares em uma semana e tornar-se-á disco de ouro com 100 000 exemplares vendidos. Vários anos após o lançamento, o álbum fica posicionado no hit parade congolês como em 2011, onde ele foi classificado em 6º lugar em 10.

#### Power "Kosa Leka"(2013) eOriginal(2014)
Em 04 de Abril 2013, ele lança no mercado seu terceiro álbum Power "Kosa Leka", Que saiu simultaneamente em versão física e em versão digital. O Clipe Oficial da canção Ndoki, saída deste álbum, conta com mais de 150 000 visualizações no YouTube em menos de uma semana. O álbum conhece um sucesso menos fulgurante que estes discos anteriores com apenas 30 000 exemplares Vendidos em um mês.
Alguns meses antes do lançamento do álbum, em 14 de dezembro de 2012, dia do seu aniversário, ele sai o primeiro trecho do álbum, um single intitulado Sweet Life "La vie est belle".
Ainda em abril de 2013, ele assina um contrato de três álbuns world com Universal Music Group, do grupo da universal.
Em 14 de maio de 2013, aquando da primeira edição do Trace Urban Music Awards, Fally Ipupa é sagrado "melhor artista - músicas africanas".
Ele participou na MTV Africa All Stars com muitos artistas como Snoop Dogg, 2Face Idibia, Flavour e muitos outros na frente de mais de 15 000 espectadores em 18 de maio de 2013 no Stade Moses-Mabhida em Durban.
Com 18 outros artistas, oriundos de 11 países diferentes, ele participa no projecto "Do Agric. Agricultura, paga " a favor do investimento agricole.
Em 12 de outubro 2013, Fally participa no « Grand Bal » de volta à  Bercy de Youssou N'Dour. Durante o concerto, eles interpretam dueto Ay Coono La
Em 5 de maio de 2014 sai o clipe de seu novo título Original. No Clipe, podemos ver as cantoras de zouk Lynnsha e Fanny J e o jogador de basquete dos Thunder d'Oklahoma City, Serge Ibaka, dançar com a música. Fally intitula este título como um bônus do seu álbum Power.
Após a sua vitória nos Afrimma em Dallas, na categoria melhor artista da África central em julho de 2014, Fally Ipupa torna-se em Washington, no âmbito da cimeira EUA-África, encontro para o qual Barack Obama convidou 47 dirigentes Africanos em período de 4 a 6 de agosto de 2014. Segundo a Casa Branca, este encontro tem por objetivo reforçar os laços entre os Estados Unidos e a África porque este continente, tempo postos à margem, se dinamiza de mais Cada vez mais. Entre uma dezena de artistas africanos que nela estão presentes, Fally Ipupa faz de novo o orgulho da África Central, Porque ele é o único artista do centro de África a ser convidado.

## Discografia

### Álbum de Estúdio
- 2006 : Droit Chemin
- 2009 : Arsenal de Belles Mélodies
- 2013 : Power "Kosa Leka"
- 2015 : Libre Parcours (álbum da sua orquestra F-Victeam)

### Singles
- 2008 :  Naza Cot'Oyo : (Spot Skol BraCongo)
- 2011 : French Kiss
- 2012 : Sweet Life "La vie est belle"
- 2014 : Original
- 2016 : "Bunda Nango"  (Brevemente)
- 2020 : Allo Téléphone

### Colaborações
- 2007 : Droit Chemin (Remix) feat. Krys
- 2007 : Viens on va danser de Mokobé feat. Princess Lover
- 2007 : Malembé de Mokobé
- 2008 : Orthotanasie de Celeo Scram
- 2009 : Chaise Électrique feat. Olivia
- 2009 : Noir et blanc de Barbara Kanam
- 2009 : Sexy Dance feat. Krys
- 2009 : Bye Bye de. Teeyah
- 2010 : L'égalité en droit de Francis Lalanne
- 2010 : La Jungle (Remix) feat. Dj Arafat
- 2010 : Jukpa (Remix) de J. Martins
- 2010 : Tshobo de Meje 30
- 2010 : Hands Across the World Projet One8
- 2010 : Merci Maman de Inoss'B
- 2010 : Nakozonga de Lokua Kanza
- 2011 : Batela nga bien de Jean-Gobal
- 2011 : Kele papa de J. Martins
- 2012 : Kobosana Té de Lynnsha
- 2012 : Dangerous de JK (2012)
- 2012 : La vie sans toi de Loo Grant
- 2012 : J'attend mon heure de K.ommando Toxik feat. Roldán de Orishas
- 2012 : Kwarikwa (Remix) de Flavour
- 2013 : Mema nga de Leila Chicot
- 2013 : Nous Les Meilleurs de D'Banj
- 2013 : Full Option de Passi de Bisso na Bisso
- 2013 : I like the way you move fr D-Black
- 2013 : C'est Juste Toi Et Moi fr Pauline Maserati
- 2013 : Kitoko feat. Youssoupha
- 2013 : Un Peu de Soleil de Cano feat. Patience Dabany & Jacob Desvarieux
- 2013 : Sweet Life (Remix) de Bigg Masta (Muana Mboka)
- 2014 : Cocoa na Chocolate (One Agric)
- 2014 : Famille de Lokua Kanza
- 2014 : Diaspora Woman de 2Face Idibia
- 2014 : Marie Do de Logobi GT (feat. Fally Ipupa)
- 2015 : Peuple qui danse de Lino
- 2015 : African Family de Kenza Farah
- 2016 : "Ma vie" de MHD  (feat .Fally Ipupa)